# Harjosari (Karangpandan)
Harjosari is een bestuurslaag in het regentschap Karanganyar van de provincie Midden-Java, Indonesië. Harjosari telt 3080 inwoners (volkstelling 2010).